# Насер Селмани
Насер Селмани (на македонска литературна норма: Насер Селмани) е северномакедонски публицист от албански произход.

## Биография
Роден е в 1973 година в Скопие. Занимава се с журналистика и е новинар във вестник „Вест“. Става член на Сдружението на новинарите на Македония, а след това е и негов председател, като заема длъжността от 2010 до 2018 година. Селмани е сред водещите публицисти в Северна Македония. Работи като главен редактор на платформата zoom.mk. и хоноруван преподавател по журналистика в Тетовския университет.
През февруари 2021 година в интервю за Българската национална телевизия Селмани заявява, че в Република Северна Македония:
| „ | Все още е живо негативното отношение към българите, което беше отгледано по времето на Югославия, защото трябваше да се създаде образа на имагинерния неприятел, за да бъдем по-близо до Сърбия и другите югославянски народи | “ |

и вярва в политическата мъдрост, че в Скопие ще се разбере реалността и идеята за македонизма ще се предефинира.